# Ордо-Василівська сільська рада
| Ордо-Василівська сільська рада — колишній орган місцевого самоврядування у Софіївському районі Дніпропетровської області з адміністративним центром у с. Ордо-Василівка. Сільській раді підпорядковані населені пункти: - с. Ордо-Василівка - с. Володимирівка - с. Зав'ялівка - с. Кодак - с. Мар'є-Костянтинівка - с. Мар'ївка - с. Мотина Балка - с. Новомихайлівка - с. Райполе - с. Сергіївка |

## Склад ради
Рада складається з 14 депутатів та голови.